# Żołnierze-klony
Żołnierze-klony – postacie ze świata Gwiezdnych wojen. Byli żołnierzami walczącymi dla Republiki Galaktycznej, wyhodowanymi na planecie Kamino na rozkaz mistrza Jedi Sifo-Dyasa. Żołnierze-klony tworzyli tzw. Wielką Armię Republiki. W filmach odtwórcą ról wszystkich klonów był Temuera Morrison.

## Historia
Zostali stworzeni na podstawie informacji genetycznej łowcy nagród, Mandalorianina Jango Fetta, na mocy jego układu z hrabią Dooku. Ich produkcja, doglądana przez szefową kaminoańskich naukowców, Taun We, zaczęła się dokładnie w tym samym czasie, co rozpoczęcie militarnych działań Federacji Handlowej.
Różne grupy klonów były hodowane na różne sposoby: podczas gdy zwykłych szeregowych żołnierzy szkolono głównie z dziedziny przetrwania w ogniu walki, klony-snajperzy byli ćwiczeni w kierunku osiągnięcia mistrzostwa w sztuce kamuflażu i dyskrecji. Za ich zdolności odpowiadał w pewnej części także rodzaj i składniki płynu, w którym klony były pogrążone w transie przed osiągnięciem dojrzałości potrzebnej do pełnienia czynnej służby. Inną grupą klonów byli Advanced Recon Commandos, wszechstronnie wyszkoleni komandosi.
Nieznana jest dokładna liczba klonów, które zostały wyprodukowane podczas istnienia Republiki Galaktycznej. Po powstaniu Imperium oddziały klonów przeistoczyły się w szturmowców znanych ze starej trylogii Gwiezdnych wojen, gdzie w miarę wymierania klony-szturmowcy były zastępowane przez zwykłych ludzi z poboru.

### Rodzaje żołnierzy-klonów
- Klony specjalizujące się w zadaniach militarnych:
  - Szeregowi żołnierze-klony (jednostka podstawowa[2][3])
  - Galaktyczni Marines (jednostki elitarne Galaktycznych Oddziałów Specjalnych[4])
  - Klony ARF (Advanced Recon Force, wyspecjalizowana jednostka powstała z klonów-zwiadowców[5])
  - Klony ARC (Advanced Recon Commandos, jednostki elitarne specjalizujące się w misjach specjalnych, dzielili się na żołnierzy klasy Alfa i klasy Null[6], również wśród nich rekrutowano oddziały ciężkozbrojne[7])
  - Jeźdźcy Blurrg (jednostka kawaleryjska poruszająca się na stworzeniach Blurrg a także ujeżdżająca je[8])
  - Klony-zabójcy (jednostki specjalizujące się w „cichym” eliminowaniu przeciwników, powołane na rozkaz Imperatora Palpatine’a[9])
  - Komandosi Republiki (klony-komandosi zajmujące się misjami specjalnymi, podobnie jak klony ARC[10])
  - Doradcy klonów (klony, które informowały jednostki o zagrożeniach w terenie oraz służyły pomocą w nawigacji[11])
  - Klony ogniowe (specjalne jednostki wyposażone w ciężkie zbroje z ulepszonymi plecakami odrzutowymi i przeznaczone do walki w bliskiej odległości pod silnym ogniem wroga, wspierające również zwykłe klony z plecakami odrzutowymi[12])
  - Klony rozpoznania powietrznego (jednostki służące rozpoznaniu z powietrza[13])
  - Klony-marines (inne jednostki obok Galaktycznych Marines[14])
  - Klony C-O (jednostki Covert Ops specjalizujące się głównie w chwytaniu dezerterów[15])
  - Klony-saperzy (oddziały zajmujące się rozbrajaniem ładunków wybuchowych oraz ich podkładaniem[16])
  - Klony-zwiadowcy (jednostki zwiadowcze[17])
  - Klony-komandorzy (klony szkolone na dowódców jednostek[18])
  - Klony-MEC (podjednostka rekrutowana z Galaktycznych Marines, klonów-komandosów i klonów-spadochroniarzy[19])
  - Klony-cienie (elitarne jednostki zwiadowcze klonów, zajmujące się wywiadem i rozpoznaniem[20])
  - Klony-sanitariusze (jednostki sanitarne na polu walki[21], starsi stopniem były klony-oficerowie medyczni, zarządzający zwykłymi sanitariuszami oraz pozostałymi rannymi[22])
  - Klony-oficerowie floty (wspomagali starszych stopniem oficerów okrętów kosmicznych[23])
  - Klony-starsi komandorzy (podobnie jak generałowie Jedi dowodzili pełnymi legionami klonów[24])
- Klony specjalizujące się w walce w danym środowisku:
  - Klony pustynne (klony służące na terenach pustynnych[25])
  - Klony leśne i bagienne (klony specjalizujące się w walkach na terenach leśnych i objętych bagniskami[26])
  - Klony śnieżne (jednostki prowadzące działania wojenne w niskich temperaturach np. na takich planetach jak Hoth lub Orto Plutonia[27])
  - Klony podwodne (jednostki nurków, prowadzące działa militarne pod wodą np. na planecie Kamino[28])
  - Klony z oddziałów uderzeniowych (jednostki specjalne stanowiące awangardę Gwardii planety Coruscant[29])
- Klony specjalizujące w danym wyposażeniu:
  - Klony A-A (oddziały Anti-Air odpowiedzialne za obronę przeciwpowietrzną[30])
  - Klony-piloci AT-RT (oddziały pilotujące maszyny All Terrain Recon Transport[31])
  - Klony-piloci AT-TE (jednostki zajmujące się pilotażem maszyn All Terrain Tactical Enforcer[32])
  - Klony BARC (Biker Advanced Recon Commando, jednostki pilotujące śmigacze BARC[33])
  - Klony-inżynierzy (klony zajmujące się naprawą maszyn, likwidowaniem przeszkód itp. na polu walki[34])
  - Klony ciężkozbrojne (jednostki wyposażone w ciężki sprzęt np. gatlingi, granatniki itp.[35][36])
  - Klony z plecakami odrzutowymi (jednostki wyposażone w plecaki odrzutowe, często wspierane przez cięższe „klony ogniowe”[37])
  - Klony-lansjerzy (jednostki kawaleryjskie[38])
  - Klony-spadochroniarze (oddziały desantowo-szturmowe[39])
  - Klony-snajperzy (klony będące strzelcami wyborowymi[40])
  - Klony-piloci (specjalizacja tego typu jednostek polegała na pilotażu wszelkiego rodzaju maszyn bojowych[41])
  - Klony z miotaczami ognia (oddziały specjalizujące się w używaniu miotaczy ognia[42])
  - Klony-grenadierzy (jednostki będące grenadierami[43])
  - Klony do tajnych operacji (jednostki stosujące tzw. „czarną taktykę” – special ops na tajnych misjach bojowych[44])
  - Klony-strzelcy (lub klony-kanonierzy, żołnierze obsługujący działa i blastery montowane na różnego rodzaju maszynach bojowych[45])
  - Klony-mechanicy (klony zajmujące się naprawą uszkodzonych maszyn w bazach, z dala od pola walki[46])
  - Klony z oddziałów prewencyjnych (klony uzbrojone w tarcze i pałki ogłuszające, stosujące prewencję podczas zamieszek[47])
- Inne rodzaje żołnierzy-klonów:
  - Klony-kadeci (jednostki przechodzące szkolenie wojskowe[48])
  - Żołnierze H.O.P.E. (High Orbit Precision Entry, jednostki prowadzące działania w przestrzeni kosmicznej na orbitach planet, planetoid itp. rekrutowane z oddziałów klonów-komandosów[49])
  - Klony anty-żołnierze (specjalne jednostki, które walczyły dla ruchu oporu planety Kamino przeciwko Imperium Galaktycznemu ok. 12 BBY, posiadały takie samo wyszkolenie i sprzęt jak i klony z plecakami odrzutowymi[50])
  - Klony ARC klasy Rail (podobnie jak i anty-żołnierze walczyli dla Kaminoan w czasie powstania przeciwko Imperium w 12 BBY, posiadały takie samo wyszkolenie sprzęt jak i klony ARC[51])

### Stopnie i uzbrojenie
Początkowo w fazie I, zbroje żołnierzy-klonów wzorowane były na pancerzach Mandalorian, podobnych do tych jakie nosili Jango Fett i jego przybrany syn Boba. W fazie II zbroje klonów przypominały z lekka pancerze późniejszych imperialnych szturmowców. Bronią podstawową klonów były pistolety-blastery, karabiny-blastery oraz wybuchowe ładunki termalne. Oprócz tego żołnierze-klony posiadali również stopnie. W zależności od stopnia dany klon otrzymywał charakterystyczne ubarwienie pancerza:
- Biały – standardowe klony-szeregowi
- Oliwkowo-zielony – sierżant (dowodził drużyną złożoną z 9 żołnierzy)[55]
- Niebieski – porucznik (dowodził plutonem złożonym z 36 żołnierzy)[56]
- Czerwony – kapitan (dowodził kompanią złożoną z 144 żołnierzy)[57] lub major[58]
- Żółty – komandor (dowodził regimentem złożonym z 2304 żołnierzy)[18]

## Znane klony
- CC-2224 – komandor Cody[59]
- CT-7567 – kapitan Rex[60]
- CT-27-5555 – Fives[61]

- CT-21-0408 – Echo[62]

- CC-1004 – Gree[63]